# Тайна перевала Дятлова
«Тайна перевала Дятлова» (англ. Devil's Pass) — художественный фильм режиссёра Ренни Харлина, частично основанный на реальных событиях, произошедших зимой 1959 года на Северном Урале. Премьера ленты состоялась 28 февраля 2013 года, одновременно — в России. В США (ограниченный прокат) и Великобритании премьера состоялась в августе 2013 года. В США фильм вышел под названием Devil’s Pass (с англ. — «Перевал Дьявола»).

## Сюжет
Странные обстоятельства гибели группы из девяти опытных туристов под руководством Игоря Дятлова не дают покоя американской студентке Холли Кинг. Получив грант, девушка собирает команду из пяти человек: Холли, Дениз, Дженсен, Джей-Пи и Энди. Друзья отправляются на Северный Урал, чтобы пройти тем же маршрутом, что и члены экспедиции в 1959 году, и попытаться разгадать причины их таинственной гибели. Друзья замечают у Холли татуировку в форме крыла ангела на правой стороне шеи.
Группа приезжает в Ивдель, где заходит в местный бар. Бармен наливает им самогон и говорит, что группа Дятлова в 1959 году по пути зашла сюда же и выпила то же самое, что и американцы. Они знакомятся с Сергеем, который довозит ребят до Вижая. Студенты берут интервью у тёти Сергея, которая принимала участие в поисках группы Дятлова. Она утверждает, что в 1959 году было найдено не девять тел, а одиннадцать. Два неизвестных трупа не были указаны в отчётах.
По пути студенты останавливаются и разбивают лагерь. На первое же утро они замечают вокруг палаток множество необычных размеров следов босых ног, похожих на человеческие. Самое главное, что у следов нет начала и конца, как будто кто-то летал, иногда приземляясь. Студенты сразу же идут дальше, по пути они встречают заброшенную метеорологическую станцию, вокруг которой такие же следы. В будке станции они находят человеческий язык. Студенты устраивают привал, Холли садится к Дженсену и кладёт камеру рядом. Во время их разговора зритель видит, как далеко на заднем плане пробегают две человеческие фигуры.
Внезапно американцы приходят к Перевалу Дятлова. Согласно карте, они каким-то образом прошли 22 км за один день. У всех отказывают часы и GPS. Некоторые ребята предлагают уходить из гор, пока не поздно, но Холли уговаривает их остаться ещё хотя бы на одну ночь. Ночью Холли вместе с Дженсеном отправляются наверх по склону по счётчику Гейгера. На склоне оказывается высокий, но не смертельный уровень радиации. Студенты обнаруживают вход в бункер, дверь которого, как оказалось, закрывается только снаружи. Она открыта, и всего лишь примерзла. Холли просит Дженсена не говорить про находку остальным, чтобы не сеять панику среди команды. Под утро, около 6 часов утра, сходит огромная волна лавины, которая убивает Дениз, ранит Энди, сносит палатки и почти все припасы.
Студенты пускают сигнальную ракету и ждут помощи. Холли рассказывает про бункер. Через некоторое время приходят двое людей и утверждают, что увидели ракету, но Энди не верит им, так как у тех нет даже рюкзаков и они не могли дойти так быстро. Он остаётся, чтобы задержать их, а остальным приказывает бежать. Двое неизвестных пристреливают Энди и ранят Джей-Пи. Холли, Дженсен и раненный Джей-Пи едва успевают залезть в бункер. Неизвестные не пытаются их оттуда вытащить.
Американцы включают освещение бункера: свет тусклый и мигающий. Они находят лабораторию, в которой находят разные документы, среди которых есть сведения о знаменитом американском эксперименте по телепортации. Студенты находят камеру под фонарём, точно такую же, как и у них самих, более того: на ней их же записи. Одна из последних — запись, на которой они снимают это помещение, то есть текущая, которую они в этот же момент снимают на свою камеру. Они понимают, что найденная камера — из будущего. Холли и Дженсен слышат крики Джей-Пи: его рвут на части два человекоподобных мутанта. Джей-Пи до самой смерти не прекращает кричать «Холли». Затем они нападают на Холли с Дженсеном. Похожие на скелеты, обтянутые кожей, мутанты обладают способностью телепортироваться, поэтому дверь была закрыта снаружи, ведь им и не надо её открывать. Дженсен и Холли оставляют труп Джей-Пи и выбегают из бункера и закрывают дверь. На их удивление, мутанты за ними не гонятся. Выжившие оборачиваются и вместо заснеженного поля видят окаменелость, образующую огромный круглый тоннель. Студенты понимают, что это и есть ход мутантов, где они проходят при телепортации. Холли и Дженсен не знают, куда он может их привести, в какое пространство или время. Дженсен делает предположение, что нужно мысленно сосредоточиться на том месте, куда они собираются переместиться. Они решают, что предпочтительнее оказаться вне бункера. Единственное место, которое им обоим чётче всего представляется — это окрестности их лагеря неподалёку от входа в бункер. Им ничего не остаётся, как направиться в тоннель.
Они оказываются на Перевале Дятлова в 1959 году, но умирают при перемещении. Советская девушка из поисково-спасательной группы находит их тела и сильно удивляется, потому что спасатели уже нашли всех девятерых участников похода. Подошедшие советские военные уносят тела в бункер, один майор подбирает камеру американцев, не понимая, что это. Солдат хочет отнести американцев к остальным трупам, но майор приказывает положить их трупы в отдельный кабинет для осмотра врачом. Раздевая погибших, солдаты удивляются необычной для пятидесятых годов одежде. На крюки в отдельной клетке солдаты подвешивают их раздетые тела, выглядящие теперь как тела существ, напавших на Холли, Дженсена и Джей-Пи. Сержант кладёт камеру под фонарь. Когда все уходят, существа начинают оживать: мужчина поднимает голову и смотрит на женщину, она направляет свой взгляд в камеру, на правой стороне шеи видна татуировка в форме крыла ангела.

## В ролях
| Актёр             | Роль            |
| ----------------- | --------------- |
| Джемма Аткинсон   | Дениз Иверс     |
| Райан Хоули       | Энди Тетчер     |
| Мэтт Стокоу       | Дженсон Дэй     |
| Холли Госс        | Холли Кинг      |
| Люк Олбрайт       | Джей-Пи Хаузер  |
| Сергей Лобанов    | бармен          |
| Борис Степанов    | Петр Каров      |
| Игорь Кулачко     | сержант Тупелов |
| Николай Бутенин   | Сергей          |
| Валерия Федорович | Аля             |

## Отзывы
Фильм получил неоднозначные оценки от критиков.
Мария Кувшинова, редактор сайта Afisha.Ru, составила о фильме нейтральное мнение:

Если отвлечься от обычных претензий из цикла «иностранец не понял русскую душу», в целом «Тайну перевала Дятлова» нужно признать довольно изящной штукой и образцом международной копродукции. Голливудский финн Харлин, российские продюсеры Роднянский и Мелькумов и русско-чилийский оператор Денис Аларкон пересказывают древнесоветский миф языком жанра — получается сквозящий могильным холодом, лишённый мяса и крови (кровь ведь стынет на морозе) хоррор, в котором кульминация совпадает с развязкой: догадаться, что же на самом деле произошло, можно только в самый последний момент (хотя подсказок по пути достаточно).
Редактор сайта gazeta.ru Егор Москвитин сделал единичный вывод:

«Тайна перевала Дятлова» — не страшный, но любопытный фильм ужасов, основанный на одной из самых интригующих советских мистерий.
Лидия Маслова, обозреватель газеты «Коммерсантъ», отмечала:

Нельзя сказать, что в «Тайне перевала Дятлова», явно презирающей всяческую необъяснимую мистику и конспирологию, есть хоть что-то пугающее или по-настоящему интригующее: трудно представить, что сейчас кто-то и правда сгорает от нетерпения получить от кинематографистов хоть какую-то наводку, кто убил в 1959-м группу Дятлова, военные, НЛО, йети или просто силы природы. Зато в фильме Ренни Харлина попадается смешное — например, обсуждающееся в качестве одной из вероятных причин гибели «дятловцев» «парадоксальное раздевание» — когда у туристов от постоянно воющего горного ветра расстраивается психика, нарушается терморегуляция и от кажущейся жары они начинают раздеваться на морозе, после чего погибают от переохлаждения. Забавная, хоть и предсказуемая, жанровая сценка происходит в посёлке Вижай — последнем населённом пункте, из которого участникам экспедиции предстоит двинуть к роковому перевалу: накануне вечером американцы совершают щекочущую их нервы посильней похода в горы вылазку в местный бар, где бармен (Сергей Лобанов), узнав, что американцы идут по следам Дятлова, предлагает им выпить того же самого, что пили в 1959-м их погибшие предшественники, — разумеется, самогону.
Кинокритик Елена Гагарина:

Ожидания не оправданы. Русская душа в который раз осталась непонятой. Обсуждать нечего. Одно непонятно: неужели режиссёр не понимает, что продукт на выходе оказался некачественным? Зачем снимать, если ты и сам до конца не понимаешь, что и зачем ты снимаешь? Честно говоря, ожидалось увидеть хотя бы йети или инопланетян на худой конец, но, видимо, американский кинематограф до сих пор никак не может отойти от «сумеречных» веяний Стефани Майер, поэтому речь зашла о зомби. Что ж… Быть может, даже актуально. Однако, делать из трагической истории фэнтези-эпопею не просто глупо, а даже как-то неуважительно.